# Eulitoma
Eulitoma is een geslacht van weekdieren uit de klasse van de Gastropoda (slakken).

## Soorten
- Eulitoma akauni (Habe, 1952)
- Eulitoma arcus Bouchet & Warén, 1986
- Eulitoma insignis (Dautzenberg & H. Fischer, 1896)
- Eulitoma josephinae Bouchet & Warén, 1986
- Eulitoma langfordi (Dall, 1925)
- Eulitoma nishimurai (Habe, 1958)
- Eulitoma nitens Laseron, 1955
- Eulitoma obtusiuscula Bouchet & Warén, 1986